# Sigmophora diversa
Sigmophora diversa är en stekelart som beskrevs av Ikeda 1999. Sigmophora diversa ingår i släktet Sigmophora och familjen finglanssteklar. Inga underarter finns listade i Catalogue of Life.